# Autorretrato (Yayoi Kusama)
Autorretrato de Yayoi Kusama, executado em 2010, e atualmente conservado na célebre Galeria degli Uffizi em Florença, constitui não apenas uma obra de autorrepresentação, mas um documento visual de suas obsessões, estratégias visuais e narrativas psicobiográficas. Num espaço historicamente consagrado à memória pictórica ocidental, a inserção desta obra de Kusama opera uma descontinuidade crítica e simbólica, situando-se na encruzilhada entre tradição e transgressão. A artista japonesa, com sua linguagem inconfundível de pontos obsessivos e redes reticulares, oferece um comentário incisivo sobre os limites da subjetividade e da forma no mundo contemporâneo.

## A Obsessão pelo Eu: Kusama e o Gesto Narcísico Desconstruído
Desde suas primeiras manifestações artísticas, Kusama utilizou o corpo como território de inscrição da alteridade, da repetição e da angústia. A série de autorretratos ao longo de sua carreira não deve ser compreendida como afirmação egóica, mas como manifestação do self fragmentado, do eu enquanto campo de repetição patológica. O autorretrato de 2010 retoma essa trajetória, mas com uma potência crítica aumentada: a artista se apresenta emoldurada por um campo visual hipnótico, onde a cor intensa e a serialidade dos elementos gráficos invocam simultaneamente a tradição do mangá e o horror vacui da estética psicodélica.
Conforme descrito pela própria Galeria Uffizi, a obra é:  

“hipnótica e colorida como uma história em quadrinhos no estilo mangá, a artista volta a brincar com seus pontos e a grade reticular: uma forma que, como ela mesma declara, ‘comecei quando criança [...] Também gostava de quebrar vidros, espelhos e pratos com um martelo’”.

Tal citação nos permite compreender como a prática estética de Kusama articula-se com sua experiência biográfica e psíquica, onde a destruição do espelho (símbolo clássico do autorretrato) assume valor simbólico: trata-se de pulverizar o eu em partículas óticas, como as redes de pontos e malhas que dominam a tela.

## O Sujeito Pós-identitário e a Herança da Vanguarda
A obra de Yayoi Kusama insere-se num continuum que atravessa os paradigmas das vanguardas do século XX, dos quais extrai elementos formais e conceituais que são reformulados à luz de sua experiência psicossomática, de sua condição de artista mulher japonesa e de sua convivência com distúrbios psíquicos. O autorretrato de 2010, nesse sentido, articula-se como uma resposta radical ao projeto moderno do sujeito coeso, autônomo e centrado. Em lugar da estabilidade identitária, Kusama propõe uma estética do descentramento, da repetição e da dissolução, que remonta tanto à linguagem da avant-garde histórica quanto ao pensamento do pós-estruturalista.
A obsessão pelo ponto, pelas redes e pela acumulação serial tem sido frequentemente interpretada como reflexo das alucinações visuais sofridas pela artista desde a infância. No entanto, esses mesmos elementos podem ser lidos como estratégias de desarticulação da figura unitária do sujeito moderno. A repetição exaustiva de formas idênticas atua como gesto de erosão da representação tradicional, fazendo eco à lógica da diferença e da multiplicidade conforme delineada por Gilles Deleuze em Différence et répétition (1968). Cada ponto, ao repetir-se, não reforça a identidade, mas a dissipa.
A filiação à tradição vanguardista manifesta-se, em Kusama, de maneira transfigurada. O Surrealismo, por exemplo, é recuperado não como técnica da automatização onírica, mas como investigação da psique a partir de uma estética do excesso e da compulsão. Seus autorretratos, especialmente o de 2010, evocam a lógica do cadavre exquis, não como procedimento coletivo, mas como metáfora da subjetividade fraturada e recomposta. A artista encarna uma espécie de flâneur de si mesma, atravessando o campo visual como figura construída de signos, traços e repetições que não se resolvem numa forma estável.
Ademais, a presença de Kusama nos Estados Unidos a partir do final dos anos 1950 permitiu-lhe uma interlocução direta com movimentos como o minimalismo, a pop art e o happening. Se, por um lado, partilhou do fascínio pelo objeto serial e pelo padrão gráfico com artistas como Andy Warhol, por outro, divergiu radicalmente ao converter esses elementos em ferramentas de intensificação psíquica e de performatividade subjetiva. Enquanto a pop art americana reproduzia o imaginário de massas com distanciamento irônico, Kusama convertia o mesmo repertório em campo de experimentação narcísica e de exposição da loucura.
Nesse ponto, torna-se imprescindível estabelecer um paralelo entre a proposta estética de Kusama e o projeto feminista de desconstrução do olhar patriarcal. Tal como formulado por autoras como Griselda Pollock e Amelia Jones, o autorretrato feminino contemporâneo já não se organiza em torno do eixo do reconhecimento, mas sim da performatividade do gênero e da multiplicidade das identidades. O autorretrato de Kusama, com sua visualidade próxima ao manga e ao pop japonês, afasta-se radicalmente das tradições ocidentais de retrato psicológico. A artista não busca capturar uma “essência interior”, mas escancarar a superfície da imagem como espaço de delírio, artifício e pulsão.
Além disso, é necessário destacar o papel da cultura visual japonesa – especialmente o mangá, o Superflat e a estética kawaii – na configuração desta obra. A referência feita pela própria Galeria Uffizi à comparação com histórias em quadrinhos japonesas (hypnotic and colourful like a manga comic) não é apenas estilística: trata-se de uma filiação visual que desloca o autorretrato para uma dimensão não realista, hipergráfica e saturada. Kusama distancia-se da mimese para entrar no campo do ícone – não no sentido religioso, mas como signo plástico reprodutível, repetível e comercializável, algo próximo do conceito de “simulacro” em Jean Baudrillard.
Por fim, cabe notar que a estrutura formal do autorretrato remete a um tipo de “gaiola óptica”: a artista, situada ao centro da tela, é aprisionada pelo padrão visual que ela mesma produz. Essa dinâmica remete à “reticular grid” mencionada em sua declaração autobiográfica e comentada por Francesca Fabbri: “Kusama desenvolve sua poética entre a meditação zen e o grafismo pop, mas seu sistema simbólico nunca abandona o trauma de origem: a repetição como forma de exorcismo”. A grade, nesse sentido, não é apenas um elemento estético, mas um dispositivo de contenção e de delírio: aprisiona e, ao mesmo tempo, projeta o sujeito para fora de si.
A partir dessas múltiplas camadas de leitura, pode-se afirmar que o autorretrato de 2010 representa o ápice de uma trajetória que recusa os pressupostos essencialistas da identidade. Em sua obra, Yayoi Kusama encena o colapso do sujeito moderno e propõe, em seu lugar, uma subjetividade refratada, hipnótica e infinita.

## Superfície, Repetição e Alucinação
A obra de Kusama caracteriza-se por uma lógica de repetição compulsiva que dissolve o sujeito em meio a uma estrutura visual hipnótica. A artista relata ter começado a pintar pontos e redes como modo de lidar com suas visões desde os dez anos de idade, descrevendo-as como “uma forma de tornar visível o invisível e controlar o terror da fragmentação interna”. Sua obsessão por padrões repetitivos pode ser lida à luz da teoria do trauma: uma estratégia de estabilização simbólica frente à ansiedade psíquica.
No  de 2010, este processo atinge sua maturidade formal. A tela não distingue claramente entre figura e fundo: o rosto da artista é engolido por uma paisagem de pontos e grelhas, que se expandem como uma topografia psíquica. Como observa Danto, a arte de Kusama opera em uma zona liminar entre a arte e a psicose, mas transfigurando o sofrimento em estilo. Essa conversão estética do trauma permite que sua obra se articule como forma crítica e não apenas como sintoma.
A teoria deleuziana da repetição pode iluminar esse aspecto. Para Deleuze, repetir não é copiar, mas intensificar uma diferença interior que se inscreve sob a superfície da identidade. Os padrões obsessivos de Kusama funcionam como ritmos de subjetivação, modulações visuais de um “eu” em constante transfiguração. Eles reiteram o vazio no centro da imagem de si. A artista não busca retratar uma fisionomia, mas encenar a dissolução do eu no campo ótico.
Ademais, como assinala Johanna Burton, a estética de Kusama se alinha a uma tradição que ela chama de “decorativismo radical” — uma valorização do ornamento como estratégia política de enfrentamento à rigidez do modernismo e à masculinidade abstrata do expressionismo. O decorativo, frequentemente rebaixado como feminino e secundário, torna-se, em Kusama, campo de intensificação do sensível

## A Inscrição no Cânone: Kusama nos Uffizi
A inclusão do autorretrato de Yayoi Kusama na Galeria Uffizi adquire valor simbólico elevado. Os Uffizi são, tradicionalmente, o templo do autorretrato como gênero afirmativo da identidade artística, com nomes como Rafael, Vasari, Artemisia Gentileschi e Rembrandt. A entrada de Kusama nesse espaço opera como um gesto institucional de abertura e revisão crítica do cânone ocidental.
O próprio diretor da galeria, Eike Schmidt, assinalou que a presença de Kusama visa expandir “a ideia de autorretrato para além da tradição europeia, acolhendo práticas visuais radicadas em experiências culturais outras”. Kusama insere-se, assim, na linha de tensionamento pós-colonial da história da arte, tal como defendem autores como Kobena Mercer e Okwui Enwezor.
Além disso, o caráter performativo da imagem de Kusama torna-se particularmente eloquente nesse contexto. Seu autorretrato funciona como encenação do próprio gesto de inscrever-se no cânone, mas também como ironia frente à sua iconografia. A artista apresenta-se como figura pop, simulacro e fetiche: elementos que desmontam o ideal renascentista de interioridade e individuação.
Conforme observa Claire Bishop, “a presença do dissenso no museu contemporâneo é não apenas aceitável, mas vital para que o museu se mantenha relevante como espaço político”. Kusama encarna esse dissenso, propondo não apenas uma nova estética, mas um novo sujeito de enunciação. Sua imagem explode como um protesto contra a linearidade do progresso artístico e a exclusão sistêmica de corpos femininos, asiáticos e não normativos.
Por fim, a obra pode ser entendida como uma das mais sofisticadas manifestações do que Hal Foster denominou de “retorno do real” na arte contemporânea: não mais a ilusão do sujeito, mas sua inscrição crua, performática e fragmentada. Kusama retorna ao real não como mimese, mas como trauma, como corpo visual que recusa o apagamento.